# Ensiferum/Diskografie
Diese Diskografie ist eine Übersicht über die musikalischen Werke der finnischen Metal-Band Ensiferum.

## Alben

### Studioalben
| Jahr | Titel Musiklabel                                  | Höchstplatzierung, Gesamtwochen, AuszeichnungChartplatzierungen (Jahr, Titel, Musiklabel, Platzierungen, Wochen, Auszeichnungen, Anmerkungen) | Höchstplatzierung, Gesamtwochen, AuszeichnungChartplatzierungen (Jahr, Titel, Musiklabel, Platzierungen, Wochen, Auszeichnungen, Anmerkungen) | Höchstplatzierung, Gesamtwochen, AuszeichnungChartplatzierungen (Jahr, Titel, Musiklabel, Platzierungen, Wochen, Auszeichnungen, Anmerkungen) | Höchstplatzierung, Gesamtwochen, AuszeichnungChartplatzierungen (Jahr, Titel, Musiklabel, Platzierungen, Wochen, Auszeichnungen, Anmerkungen) | Anmerkungen                                                                            |
| Jahr | Titel Musiklabel                                  | DE | AT | CH | FI | Anmerkungen                                                                            |
| ---- | ------------------------------------------------- | --- | --- | --- | --- | -------------------------------------------------------------------------------------- |
| 2001 | Ensiferum Spinefarm Records                       | — | — | — | — | Erstveröffentlichung: 7. Januar 2001 Produzent: Tuomo Valtonen                         |
| 2004 | Iron Spinefarm Records (Universal Music)          | — | — | — | FI17 (3 Wo.)FI | Erstveröffentlichung: 17. Mai 2004 Produzent: Flemming Rasmussen                       |
| 2007 | Victory Songs Spinefarm Records (Universal Music) | DE37 (4 Wo.)DE | — | — | FI6 (1 Wo.)FI | Erstveröffentlichung: 20. April 2007 Produzent: Janne Joutsenniemi                     |
| 2009 | From Afar Spinefarm Records (Universal Music)     | DE25 (3 Wo.)DE | AT64 (1 Wo.)AT | CH57 (1 Wo.)CH | FI9 (2 Wo.)FI | Erstveröffentlichung: 9. September 2009 Produzenten: Janne Joutsenniemi, Tero Kinnunen |
| 2012 | Unsung Heroes Spinefarm Records (Universal Music) | DE15 (3 Wo.)DE | AT27 (1 Wo.)AT | CH25 (1 Wo.)CH | FI3 (4 Wo.)FI | Erstveröffentlichung: 27. August 2012 Produzent: Hiili Hiilesmaa                       |
| 2015 | One Man Army Metal Blade                          | DE15 (3 Wo.)DE | AT37 (1 Wo.)AT | CH24 (2 Wo.)CH | FI1 (5 Wo.)FI | Erstveröffentlichung: 20. Februar 2015 Produzent: Anssi Kippo                          |
| 2017 | Two Paths Metal Blade                             | DE9 (2 Wo.)DE | AT35 (1 Wo.)AT | CH18 (2 Wo.)CH | FI4 (2 Wo.)FI | Erstveröffentlichung: 15. September 2017 Produzent: Anssi Kippo                        |
| 2020 | Thalassic Metal Blade                             | DE3 (3 Wo.)DE | AT26 (1 Wo.)AT | CH5 (3 Wo.)CH | FI1 (4 Wo.)FI | Erstveröffentlichung: 10. Juli 2020 Produzenten: Janne Joutsenniemi, Jens Bogren       |
| 2024 | Winter Storm Metal Blade                          | DE19 (1 Wo.)DE | AT22 (1 Wo.)AT | CH11 (1 Wo.)CH | FI4 (1 Wo.)FI | Erstveröffentlichung: 18. Oktober 2024                                                 |

### Kompilationen
- 2005: 1997–1999 (Eigenproduktion, Zusammenstellung der Demos)

### EPs
| Jahr | Titel Musiklabel              | Höchstplatzierung, Gesamtwochen, AuszeichnungChartplatzierungen (Jahr, Titel, Musiklabel, Platzierungen, Wochen, Auszeichnungen, Anmerkungen) | Höchstplatzierung, Gesamtwochen, AuszeichnungChartplatzierungen (Jahr, Titel, Musiklabel, Platzierungen, Wochen, Auszeichnungen, Anmerkungen) | Höchstplatzierung, Gesamtwochen, AuszeichnungChartplatzierungen (Jahr, Titel, Musiklabel, Platzierungen, Wochen, Auszeichnungen, Anmerkungen) | Höchstplatzierung, Gesamtwochen, AuszeichnungChartplatzierungen (Jahr, Titel, Musiklabel, Platzierungen, Wochen, Auszeichnungen, Anmerkungen) | Anmerkungen                            |
| Jahr | Titel Musiklabel              | DE | AT | CH | FI | Anmerkungen                            |
| ---- | ----------------------------- | --- | --- | --- | --- | -------------------------------------- |
| 2006 | Dragonheads Spinefarm Records | — | — | — | FI3 (4 Wo.)FI | Erstveröffentlichung: 15. Februar 2006 |

## Singles
| Jahr | Titel Album                         | Höchstplatzierung, Gesamtwochen, AuszeichnungChartplatzierungen (Jahr, Titel, Album, Platzierungen, Wochen, Auszeichnungen, Anmerkungen) | Höchstplatzierung, Gesamtwochen, AuszeichnungChartplatzierungen (Jahr, Titel, Album, Platzierungen, Wochen, Auszeichnungen, Anmerkungen) | Höchstplatzierung, Gesamtwochen, AuszeichnungChartplatzierungen (Jahr, Titel, Album, Platzierungen, Wochen, Auszeichnungen, Anmerkungen) | Höchstplatzierung, Gesamtwochen, AuszeichnungChartplatzierungen (Jahr, Titel, Album, Platzierungen, Wochen, Auszeichnungen, Anmerkungen) | Anmerkungen                           |
| Jahr | Titel Album                         | DE | AT | CH | FI | Anmerkungen                           |
| ---- | ----------------------------------- | --- | --- | --- | --- | ------------------------------------- |
| 2004 | Tale of Revenge Iron                | — | — | — | FI7 (4 Wo.)FI | Erstveröffentlichung: 18. März 2004   |
| 2007 | One More Magic Potion Victory Songs | — | — | — | FI1 (4 Wo.)FI | Erstveröffentlichung: 7. Februar 2007 |

Weitere Singles
- 2009: From Afar / Into Hiding (Spinefarm Records)
- 2010: Stone Cold Metal (Spinefarm Records)

## Videoalben und Musikvideos

### Videoalben
- 2006: 10th Anniversary Live (Spinefarm Records)

### Musikvideos
- 2007: Ahti
- 2009: From Afar
- 2009: Twilight Tavern
- 2010: One More Magic Potion
- 2012: In My Sword I Trust
- 2015: One Man Army
- 2017: Way of the Warrior
- 2019: For Those About to Fight for Metal

## Sonderveröffentlichungen
Demos
- 1997: Demo I
- 1999: Demo II
- 1999: Hero in a Dream

## Statistik

### Chartauswertung
|                     | DE    | AT    | CH    | FI    |
| ------------------- | ----- | ----- | ----- | ----- |
| Nummer-eins-Alben   | DE—DE | AT—AT | CH—CH | FI2FI |
| Top-10-Alben        | DE2DE | AT—AT | CH1CH | FI7FI |
| Alben in den Charts | DE7DE | AT6AT | CH6CH | FI8FI |

|                       | DE    | AT    | CH    | FI    |
| --------------------- | ----- | ----- | ----- | ----- |
| Nummer-eins-Singles   | DE—DE | AT—AT | CH—CH | FI1FI |
| Top-10-Singles        | DE—DE | AT—AT | CH—CH | FI2FI |
| Singles in den Charts | DE—DE | AT—AT | CH—CH | FI2FI |